# Hold Me (песня Фарида Мамедова)
«Hold Me» (Держи меня) — песня в исполнении азербайджанского певца Фарида Мамедова, с которой он был выбран представить Азербайджан на конкурсе песни «Евровидение 2013». Авторами песни являются Джон Баллард и Ральф Чарли.
Песня была выбрана в качестве победителя 14 марта 2013 года на конкурсе Milli Seçim Turu 2013, национального отбора Азербайджана на «Евровидение», что позволило Фариду представить свою страну на международном конкурсе песни «Евровидение 2013». В дополнение к оригинальной английской версии, вскоре появилась и турецкая версия песни, которая называется «Bana Dönsen» («Если ты придёшь ко мне»).
Режиссёр сценического номера Фокас Евангелинос описал идею так: «Стеклянный ящик символизирует логику нашей жизни. Но внутри логики есть совершенно другой мир, полный страсти, эмоций и любви. Когда ты влюблён, иногда ты можешь обнаружить, что твоя жизнь и душа перевёрнуты с ног на голову».
В финале конкурса «Евровидение 2013» Фарид Мамедов с этой песней получил второе место по количеству очков в итоговой таблице результатов.

## Список композиций
| №  | Название                       | Длительность |
| -- | ------------------------------ | ------------ |
| 1. | «Hold Me» (Full Version)       | 2:54         |
| 2. | «Hold Me» (Eurovision Version) | 2:54         |
| 3. | «Hold Me» (Karaoke Version)    | 2:57         |

## Позиции в чартах
| Чарт (2013)                                | Наивысшая позиция |
| ------------------------------------------ | ----------------- |
| Бельгия/Фландрия (Ultratip Bubbling Under) | 31                |
| Нидерланды (Single Top 100)                | 92                |
| Швейцария (Schweizer Hitparade)            | 73                |